# Каннський кінофестиваль 1970
23-й Каннський міжнародний кінофестиваль відбувся з 29 квітня по 14 травня у Каннах, Франція. У конкурсі було представлено 25 повнометражних фільмів та 12 короткометражок. Фестиваль відкрито показом стрічки Життєві дрібниці режисера Клода Соте. Фільмом закриття фестивалю було обрано Бал графа д'Оржель режисера Марка Аллегре.
Цього року Робер Фавр ЛеБре, засновник фестивалю, вирішив не включати фільми зняті в Японії і СРСР (прапори цих країн, були прибрані з Набережної Круазет). Через те, що він втомився від «Слов'янських видовищ і японських кіно-самураїв». Останні, не брали участі в журі в особі Сергія Образцова (глава Московського театру ляльок), який вийшов з його складу, залишивши їх у кількості 8 членів.

## Журі
- Голова журі: Мігель Анхель Астуріас (Посол Гватемали у Франції, Нобелівський лауреат з літератури 1967 року),  Гватемала
- Гульєльмо Біраджі, критик,  Італія
- Кірк Дуглас, актор,  США
- Фелісьян Марсо, драматург,  Франція
- Карел Рейш, кінорежисер,  Велика Британія
- Крістін Реналь, продюсерка,  Франція
- Фолькер Шльондорф, кінорежисер,  ФРН
- Войтех Ясни, кінорежисер,  Чехословаччина

## Фільми-учасники конкурсної програми
| Переможців виділено окремим кольором. |

Повнометражні фільми
| Фільм                                                | Назва мовою оригіналу                                 | Режисер                   | Країна                 |
| ---------------------------------------------------- | ----------------------------------------------------- | ------------------------- | ---------------------- |
| Висока школа                                         | Magasiskola                                           | Іштван Гааль              | Угорщина               |
| Військово-польовий госпіталь                         | MASH                                                  | Роберт Альтман            | США                    |
| Гаррі Мюнтер                                         | Harry Munter                                          | Челль Греде               | Швеція                 |
| Дон Сегундо Сомбра                                   | Don Segundo Sombra                                    | Мануель Антін             | Аргентина              |
| Драма ревнощів: Усі деталі в хроніці                 | Dramma della gelosia — tutti i particolari in cronaca | Етторе Скола              | Італія Іспанія         |
| Еліза, або справжнє життя                            | Élise ou la vraie vie                                 | Мішель Драш               | Франція Алжир          |
| Життєві дрібниці                                     | Les Choses de la vie                                  | Клод Соте                 | Франція                |
| Земля наших батьків                                  | الأرض‎‎                                                 | Юсеф Шахін                | Єгипет                 |
| Куштуємо плоди райських кущ                          | Ovoce stromu rajských jíme                            | Віра Хітілова             | Чехословаччина Бельгія |
| Ланцюг жовтця                                        | The Buttercup Chain]                                  | Роберт Елліс Міллер       | Велика Британія        |
| Лео останній                                         | Leo the Last                                          | Джон Бурмен               | Велика Британія        |
| Малатеста                                            | Malatesta                                             | Петер Лілієнталь          | Німеччина              |
| Метелло                                              | Metello                                               | Мауро Болоньїні           | Італія                 |
| Мрійник                                              | Ha-Timhoni                                            | Ден Волмен                | Ізраїль                |
| Останній стрибок                                     | Le dernier saut                                       | Едуар Ланц                | Італія Франція         |
| Палац Ангелів                                        | O Palácio dos Anjos                                   | Волтер Уго Коурі          | Бразилія               |
| Пейзаж після битви                                   | Krajobraz po bitwie                                   | Анджей Вайда              | Польща                 |
| Притулок для божевільних                             | Azyllo Muito Louco                                    | Нелсон Перейра душ Сантуш | Бразилія               |
| Проста історія                                       | Une si simple histoire                                | Абделлатіф Бен Аммар      | Туніс                  |
| Скажи, що ти любиш мене, Джуні Мун                   | Tell Me That You Love Me, Junie Moon                  | Отто Премінґер            | США                    |
| Слідство у справі громадянина поза всякими підозрами | Indagine su un cittadino al di sopra di ogni sospetto | Еліо Петрі                | Італія                 |
| Сунична заява                                        | The Strawberry Statement                              | Стюарт Гегманн            | США                    |
| Тюльпани Гарлема                                     | I tulipani di Haarlem                                 | Франко Брузаті            | Італія Франція         |
| Хао Бінь                                             | Hoa-Binh                                              | Рауль Кутар               | Франція                |
| Хай живуть наречений і наречена!                     | ¡Vivan los novios!                                    | Луїс Гарсія Берланга      | Іспанія                |

## Фільми позаконкурсною програмою
| Фільм                                   | Назва мовою оригіналу                  | Режисер                                               | Країна                 |
| --------------------------------------- | -------------------------------------- | ----------------------------------------------------- | ---------------------- |
| Бал графа д'Оржель                      | Le bal du comte d'Orgel                | Марк Аллегре                                          | Франція                |
| Вудсток                                 |                                        | Майкл Ведлі                                           | США                    |
| Діва і циган                            | The Virgin and the Gypsy               | Крістофер Майлз                                       | Велика Британія        |
| Загнаних коней пристрілюють, чи не так? | They Shoot Horses, Don't They?         | Сідні Поллак                                          | США                    |
| Територія інших                         | Le territoire des autres               | Франсуа Бел, Жаклін Лекомпт, Мішель Фано, Жерар В'єнн | Франція                |
| Трістана                                | Tristana                               | Луїс Бунюель                                          | Мексика Франція Італія |
|                                         | Mictlan o la casa de los que ya no son | Рауль Камффер                                         | Мексика                |
|                                         | Voyage Chez Les Vivants                | Генрі Брандт                                          |                        |

## Нагороди
- Золота пальмова гілка: Військово-польовий госпіталь, режисер Роберт Альтман
- Гран-прі: Слідство у справі громадянина поза всякими підозрами, режисер Еліо Петрі
- Приз журі (Думка журі із цього приводу розійшлася):
  - Висока школа
  - Сунична заява
- Приз за найкращу чоловічу роль: Марчелло Мастроянні — Драма ревнощів: Усі деталі в хроніці
- Приз за найкращу жіночу роль: Оттавія Пікколо — Метелло
- Приз за найкращу режисуру: Джон Бурмен — Лео останній
- Найкращий дебют: Хао Бінь, режисер Рауль Кутар
- Золота пальмова гілка за короткометражний фільм: Чарівні машини, режисер Боб Кертіс
- Особлива згадка — короткометражний фільм: І Саламбо?
- Технічний гран-прі: Територія інших, режисери Франсуа Бел, Жаклін Лекомпт, Мішель Фано, Жерар В'єнн
- Приз міжнародної федерації кінокритиків (ФІПРЕССІ): Слідство у справі громадянина поза всякими підозрами